# Glycosmis tomentella
Glycosmis tomentella är en vinruteväxtart som beskrevs av Henry Nicholas Ridley. Glycosmis tomentella ingår i släktet Glycosmis och familjen vinruteväxter. Inga underarter finns listade i Catalogue of Life.